# هازجة الجندب

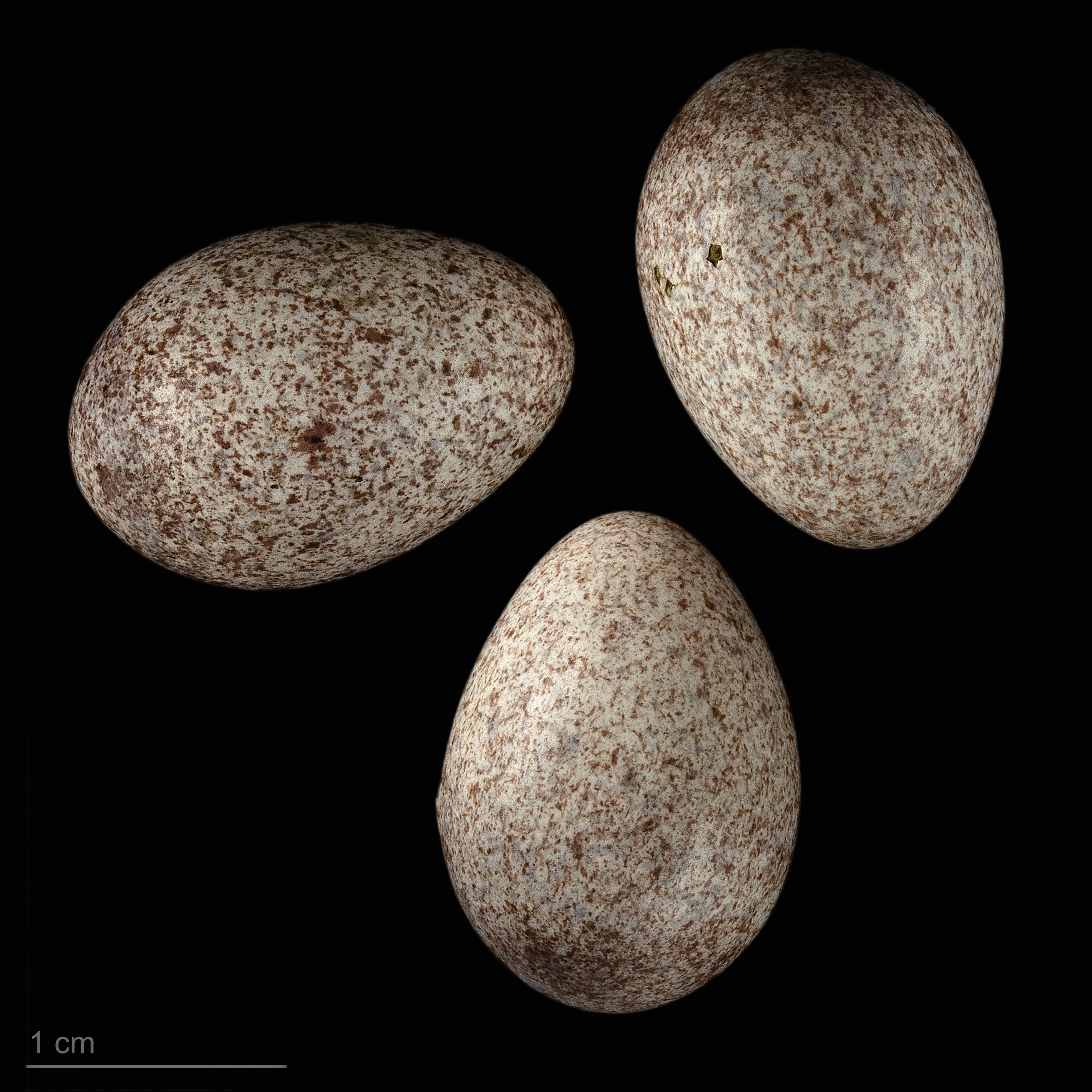
Locustella naevia

هازجة الجندب وتسمى أيضا  هازجة الجراد (الاسم العلمي:   Locustella  naevia) (بالإنجليزية: Common  Grasshopper  Warbler)‏ هو طائر ينتمي إلى (فصيلة: Locustellidae).